# ميدان الشهداء (طرابلس)

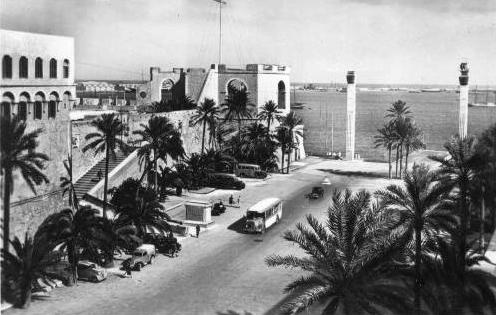
الميدان أواسط القرن العشرين.

ساحة الشهداء هي أحد ساحات طرابلس العاصمة الليبية ، تجاورها السراي الحمراء.
تأسست في عشرينيات القرن العشرين حيث حملت اسم «ميدان إيطاليا»، صار بعد استقلال ليبيا العام 1951 يحمل اسم «ميدان الاستقلال» ثم تغير إلى «ميدان الشهداء في عهد القذافي» ثم إلى «الساحة الخضراء»، لترجع التسمية «ميدان الشهداء» في السنوات الأخيرة لحكم القذافي، وتم تثبيت الاسم الأخير بعد ثورة 17 فبراير.
تتفرع منه عدد من الشوارع الرئيسية في المدينة مثل شارع عمر المختار، شارع ميزران، شارع 24 ديسمبر (أول سبتمبر سابقًا) وشارع الاستقلال (امحمد المقريف سابقًا)، وتوجد به نافورة تمثل خيولا مجنحة، وتطل عليه عمارات مصرف الجمهورية (بانكو دي روما سابقا ثم مصرف الأمة) ومبنى الولاية سابقا، كما كان يطل عليه كلٌ من أكبر مسارح طرابلس سابقاً مسرح ميراماري ولجامع سيدي حمودة وحديقة عامة.

## صور

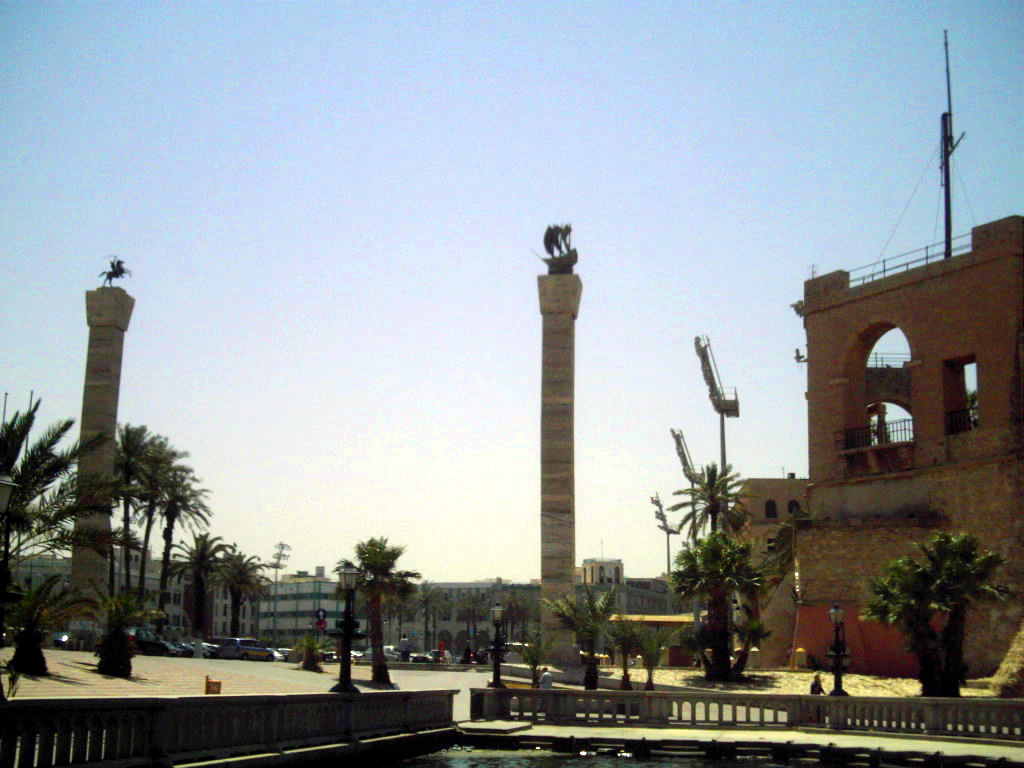
الميدان من جهة البحر
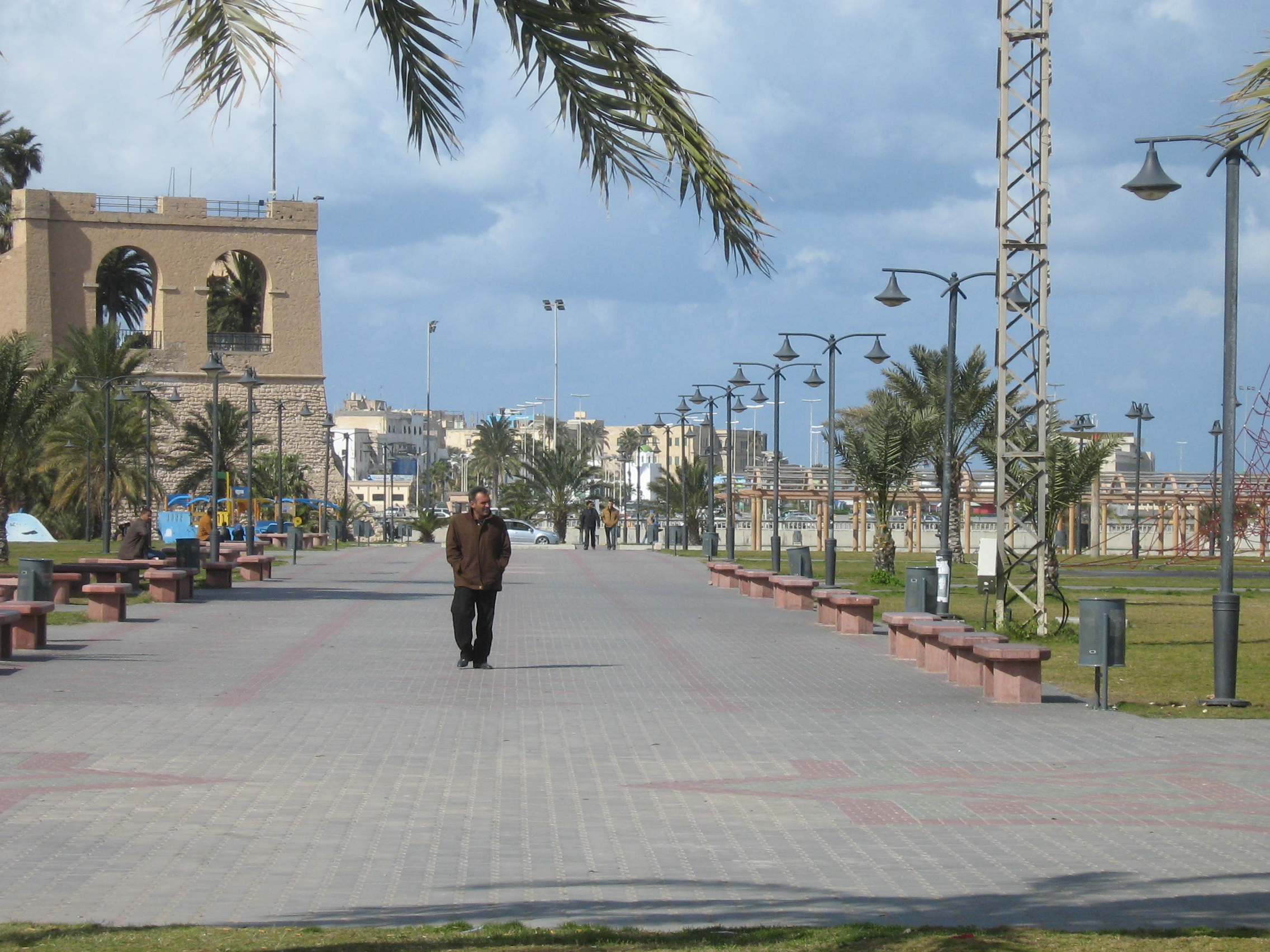
أحد مداخل الميدان
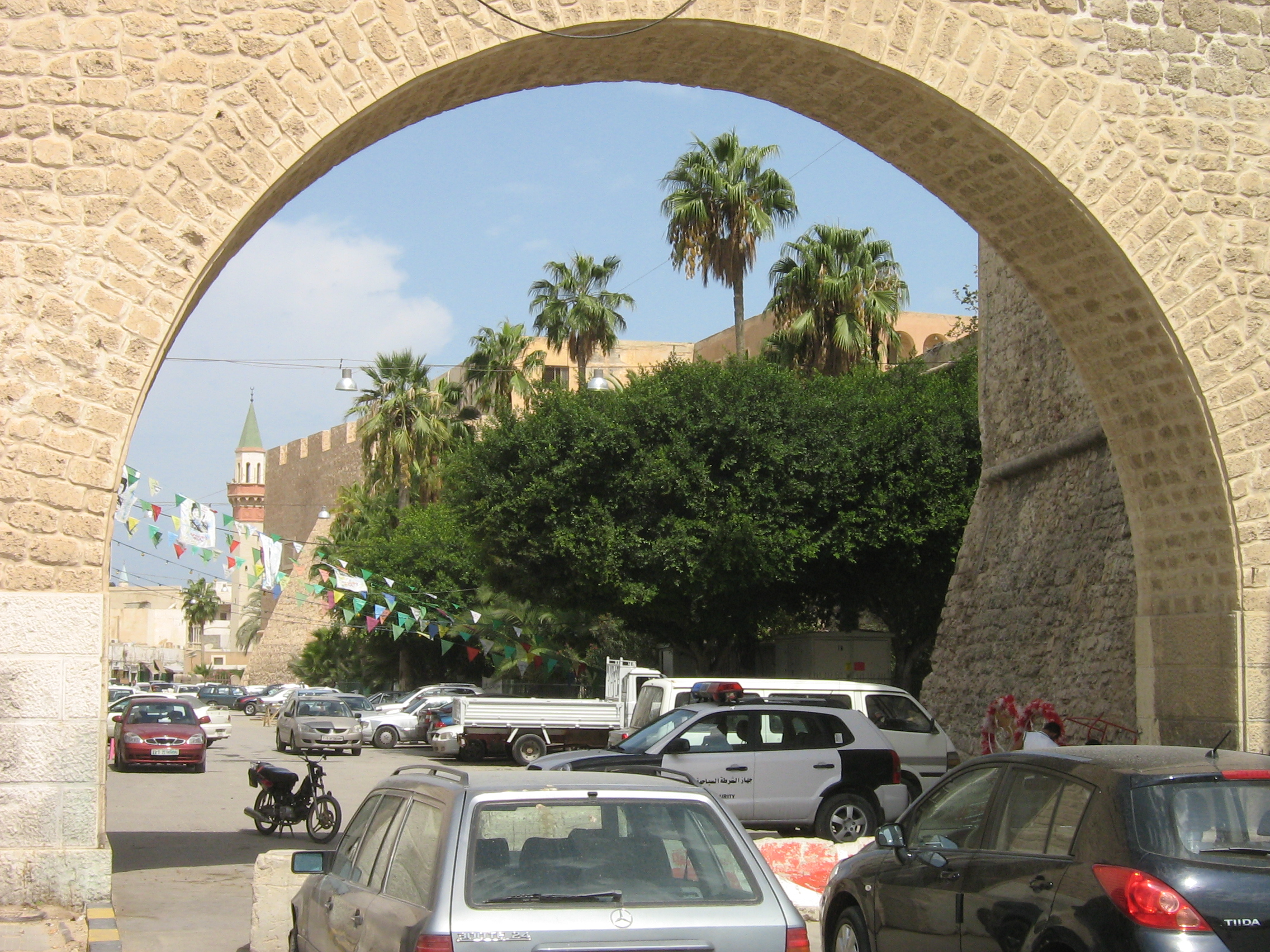
مدخل الميدان من جهة المدينة القديمة
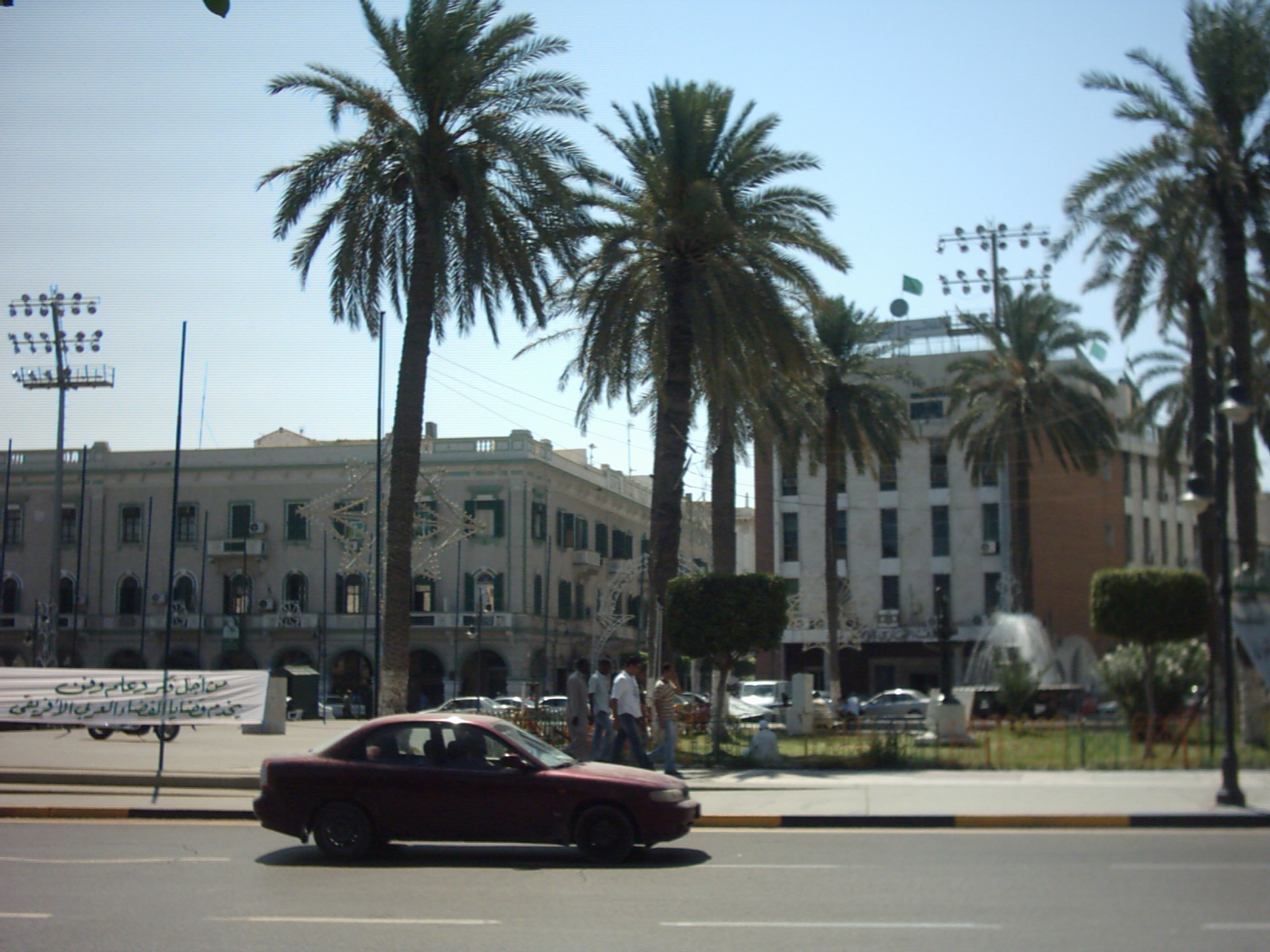
وسط الميدان